# Egdom
Egdom is een gebied bij de Lunterse Beek in Woudenberg. Er staan vier boerderijen. 

## De boerderijen
Oud Egdom is een oude agrarische woning en werd in 1373 al genoemd. Later volgden afsplitsingen: Groot Egdom werd in 1412 gebouwd en bij Oud Egdom werd in 1572 een tweede boerderij gebouwd. Ten slotte werd een vierde boerderij gebouwd, Egdom bij het hek. 
Dit zijn in feite allemaal afsplitsingen van Egdom. Van deze vier boerderijen is alleen de boerderij Groot Egdom nog in gebruik als agrarisch (melk)veebedrijf. Deze boerderij wordt al generaties lang bewoond door de familie van Egdom.

## De naam Egdom
De naam Egdom is bestaat uit eek-eick-ec (doorwaadbare plaats) en dom (een verhoging in het landschap). Het goed Egdom is gelegen nabij de Lunterse Beek (sinds 1941 Valleikanaal) dus Egdom betekent een doorwaadbare plaats bij een dom. Op deze dom werd de eerste boerderij Oud Egdom gebouwd.